# Stanis Idumbo Muzambo
Stanis Idumbo Muzambo (Melun, Francia, 29 de junio de 2005) es un futbolista belga que juega como centrocampista en el Sevilla Atlético de la Primera Federación.

## Primeros años
Nació en Melun, Francia, pero jugó su fútbol juvenil en Bélgica, entre el Club Brujas and K. A. A. Gante, pasando 4 años con este último antes de mudarse a los Países Bajos a los 16 años.

## Trayectoria
Se unió a la Academia Juvenil Ajax en el verano de 2021, desde K. A. A. Gante.
Después de una temporada con el Ajax sub-17 donde ya jugó sus primeros partidos con el grupo de mayor edad, realmente comenzó a impresionar con su récord de goles y asistencias en 2022-23, en la Eredivisie sub-18 y la Liga Juvenil de la UEFA.
Hizo su debut profesional con el Jong Ajax el 6 de enero de 2023 en un partido de la Eerste Divisie contra el FC Eindhoven.
En el mercado invernal de temporada 2023-24 fichó por el filial del Sevilla Fútbol Club, el Sevilla Atlético hasta 2028. En su primer partido como titular, segundo en el club, marcaba su primer gol. Tras esos dos partidos con el filial cominzó a ser convocado con el primer equipo.

## Selección nacional
Es internacional juvenil con Bélgica, después de haber jugado el Campeonato Europeo Sub-17 de la UEFA 2022 con Bélgica sub-17, anotando dos goles en el torneo. En 2022 fue capitán de Bélgica sub-18.

## Estadísticas

### Clubes
Actualizado al último partido disputado el 25 de mayo de 2025.
| Club                      | Div.          | Temporada     | Liga  | Liga  | Liga   | Copas nacionales | Copas nacionales | Copas nacionales | Copas internacionales | Copas internacionales | Copas internacionales | Total | Total | Total  |
| Club                      | Div.          | Temporada     | Part. | Goles | Asist. | Part.            | Goles            | Asist.           | Part.                 | Goles                 | Asist.                | Part. | Goles | Asist. |
| ------------------------- | ------------- | ------------- | ----- | ----- | ------ | ---------------- | ---------------- | ---------------- | --------------------- | --------------------- | --------------------- | ----- | ----- | ------ |
| Jong Ajax · Países Bajos  | 2.ª           | 2022-23       | 12    | 0     | 0      | —                | —                | —                | 7                     | 3                     | 2                     | 19    | 3     | 2      |
| Jong Ajax · Países Bajos  | 2.ª           | 2023-24       | 11    | 3     | 0      | —                | —                | —                | —                     | —                     | —                     | 11    | 3     | 0      |
| Jong Ajax · Países Bajos  | Total club    | Total club    | 23    | 3     | 0      | 0                | 0                | 0                | 7                     | 3                     | 2                     | 30    | 6     | 2      |
| Sevilla Atlético · España | 2.ª F         | 2023-24       | 11    | 2     | 0      | —                | —                | —                | —                     | —                     | —                     | 11    | 2     | 0      |
| Sevilla Atlético · España | 1.ª F         | 2024-25       | 1     | 1     | 0      | —                | —                | —                | —                     | —                     | —                     | 1     | 1     | 0      |
| Sevilla Atlético · España | Total club    | Total club    | 12    | 3     | 0      | 0                | 0                | 0                | 0                     | 0                     | 0                     | 12    | 3     | 0      |
| Sevilla F. C. · España    | 1.ª           | 2024-25       | 14    | 1     | 1      | 3                | 0                | 2                | —                     | —                     | —                     | 17    | 1     | 3      |
| Sevilla F. C. · España    | Total club    | Total club    | 14    | 1     | 1      | 3                | 0                | 2                | 0                     | 0                     | 0                     | 17    | 1     | 3      |
| Total carrera             | Total carrera | Total carrera | 49    | 7     | 1      | 3                | 0                | 2                | 7                     | 3                     | 2                     | 59    | 10    | 5      |

## Palmarés
| Título             | Club (*)         | País   | Año     |
| ------------------ | ---------------- | ------ | ------- |
| Segunda Federación | Sevilla Atlético | España | 2023-24 |